# Jean Grandmougin
Pour les articles homonymes, voir Grandmougin.
Robert Marcel Grandmougin, plus connu comme Jean Grandmougin (25 décembre 1913 à Paris - 30 juin 1999 à Louveciennes) est un journaliste français.

## Biographie
Il est journaliste, éditorialiste et rédacteur en chef à Radio Luxembourg de 1948 à 1962. Il présente d'abord les journaux d'information. Ensuite ses éditoriaux sont diffusés à 13 heures et peu avant 20 heures et ont une immense audience à une époque où "Luxembourg" est de loin la première des radios et où la télévision est encore peu répandue.
Cet homme de droite, favorable à l'Algérie française, écrit des lettres compromettantes,  notamment au général Raoul Salan, chef de l'OAS. Sous la pression du gouvernement, il est licencié de Radio Luxembourg, ce qui entraîne une manifestation de soutien à sa personne. Georges Walter le remplace.
Il est ensuite chroniqueur à L'Aurore, Le Spectacle du Monde et à Finances tout en publiant de nombreux livres.

## Œuvres
- Destination Terre, 1958
- Diagnostic de la France, 1959
- Dictionnaire de la France de demain, 1965
- Et après ?, 1961
- Histoire vivante du Front populaire , 1934-1939. 1966
- Lettre ouverte au Ministre de l'information, 1967
- Les liens de saint Pierre, 1963
- Mon dossier Russie, 1974
- Mon tour du monde quotidien (plusieurs éditions mises à jour), 1961
- Noenoeil : homme d'État, 1960
- Nourrir le Tiers monde, 1967
- Les temps qui courent, 1964